# Ministerio de Salud Pública y Asistencia Social (Guatemala)
El Ministerio de Salud Pública y Asistencia Social de la República de Guatemala (MSPAS) le corresponde formular las políticas y hacer cumplir el régimen jurídico relativo a la salud preventiva y curativa y a las acciones de protección, promoción, recuperación y rehabilitación de la salud física y mental de los habitantes del país y a la preservación higiénica del medio ambiente; a la orientación y coordinación de la cooperación técnica y financiera en salud y a velar por el cumplimiento de los tratados y convenios internacionales relacionados con la salud en casos de emergencias por epidemias y desastres naturales; y, a regir en forma descentralizada el sistema de capacitación y formulación de los recursos humanos del sector de salud.

## Organización
El Ministerio de Salud Pública y Asistencia Social de Guatemala se organiza así:
Despacho Ministerial
- - Ministro de Salud Pública y Asistencia Social
  - Viceministro de Hospitales
  - Viceministro de Regulación, Vigilancia y Control de la Salud
  - Viceministro de Atención Primaria en Salud
  - Viceministro Administrativo y Financiero